# Альянс Німеччина
Альянс Німеччина ( АН, досл. «Alliance Germany»  — невелика німецька політична партія, заснована в листопаді 2022 року. Її очолює Штеффен Гроссе, колишній лідер Вільних виборців Саксонії та колишній член Християнсько-демократичного союзу . Він описує себе як політичний між християнськими демократами та Альтернативою для Німеччини.  

## Історія
Альянс Німеччини була вперше сформована на партійній конференції 20 листопада 2022 року в Фульді. Штеффен Гросс буде обраний лідером партії.
У січні 2023 року член ландтагу Баварії Маркус Пленк приєднається до BD.Пленк був обраний членом АдН, але покинув партію в 2019 році. Пленк залишить BD у жовтні 2023 року. Також у січні 2023 року депутат Європейського парламенту Ларс Патрік Берг вийшов із Ліберально-консервативної партії реформаторів і приєднався до Альянсу Німеччини. 
Гроссе оголосив про плани брати участь у виборах на рівні штату в Бремені в травні 2023 року   але пізніше вирішив підтримати місцеву партію «Громадяни в гніві» , яка, у свою чергу, пізніше влилася в першу.  У 2024 році і Вір Бюргер ,  Союз цінностей почали обговорювати злиття з BD. 
Партія вперше брала участь у виборах до Європейського парламенту 2024 року. Він отримав 0,4% загальнонаціональних голосів (загалом 164 477 голосів).  Колишній незалежний депутат Бундестагу Уве Вітт, який був обраний від « Альтернативи для Німеччини» у 2017 році, приєднався до BD наприкінці грудня 2024 року, що зробило його першим федеральним депутатом від нової партії. 
На федеральних виборах 2025 року BD балотуватиметься в усіх федеральних землях і буде кандидатом у 84 виборчих округах. Провідним кандидатом на цих виборах буде Кей-Ахім Шенбах . 

## Ідеологія та Платформа
Коли BD була заснована, партія заявила, що вона, серед іншого, підтримуватиме соціальну ринкову економіку, зниження податків і зборів, а також безпечну та доступну енергію. Крім того, згідно з контрактом, вона виключає коаліцію з екстремістськими партіями. 
Партія підтримує більш збалансований, доступний енергетичний комплекс, який включає в себе сучасну, безпечну ядерну енергію, а також поновлювані джерела енергії та майбутні технології. Вони також закликають до більшої енергетичної незалежності Німеччини. Крім того, BD хоче більше місцевого сільськогосподарського виробництва. 
BD підтримує збереження «християнсько-єврейського» коріння Німеччини та рішуче підтримує свободу слова. Партія також виступає проти скасування культури. 
BD підтримує збільшення ресурсів для правоохоронних органів і вважає, що судові рішення мають відбуватися швидше.  Вони також закликають до більш прямої демократії, включаючи розширення можливостей для референдумів. 

## Відносини з AfD
Оскільки він був співзасновником колишніх членів AfD, кажуть, що Альянс Німеччини має приховану близькість до цієї партії. Деякі високопосадовці Альянсу Німеччина (станом на серпень 2023 року) є колишніми членами, виборними посадовими особами та офіційними особами AfD, включаючи єдиного члена партії Бундестагу Уве Вітта.  
22 листопада 2022 року лідер партії Штеффен Гроссе заявив, що колишні члени АдН також можуть бути прийняті, якщо вони відповідають вимогам для членства в партії. Однак колишні члени правоекстремістського крила явно виключені.
Член Федеральної виконавчої ради Джонатан Зібер відмежувався від «популістського і принизливого тону» AfD і дав зрозуміти, що його партія не буде «принижувати або зневажати» жодні групи населення.  Щодо санітарного кордону з AfD, Штеффен Гроссе сказав, що потрібні «мости замість брандмауерів».  

## Результати виборів

### Європейський парламент
| Вибори   | Лідер списку     | голосів | %          | Сидіння | +/–   | Група ЕП |
| -------- | ---------------- | ------- | ---------- | ------- | ----- | -------- |
| 2024 рік | Ларс Патрік Берг | 164,477 | 0,41 (№18) | 0 / 96  | новий | –        |

### Державні парламенти
| Держава  | рік      | голосів | %          | Сидіння | ±                                                                                         | Уряд |
| -------- | -------- | ------- | ---------- | ------- | ----------------------------------------------------------------------------------------- | ---- |
| Саксонія | 2024 рік | 6,718   | 0,29 (№13) | 0 / 120 | N/A \| style="background:#ff9090; color:black; text-align:center;" \| Extra-parliamentary |      |
| Тюрінгія | 2024 рік | 5,508   | 0,46 (№12) | 0 / 88  | N/A\| style="background:#ff9090; color:black; text-align:center;" \| Extra-parliamentary  |      |

## Дивіться також
- Консерватизм в Німеччині
- Список політичних партій Німеччини
- Синя партія (Німеччина)
- Громадяни землі Мекленбург-Передня Померанія

## Зовнішні посилання
- Офіційний сайт  (нім.)

Шаблон:German political parties